# St. Martin (Daumitsch)

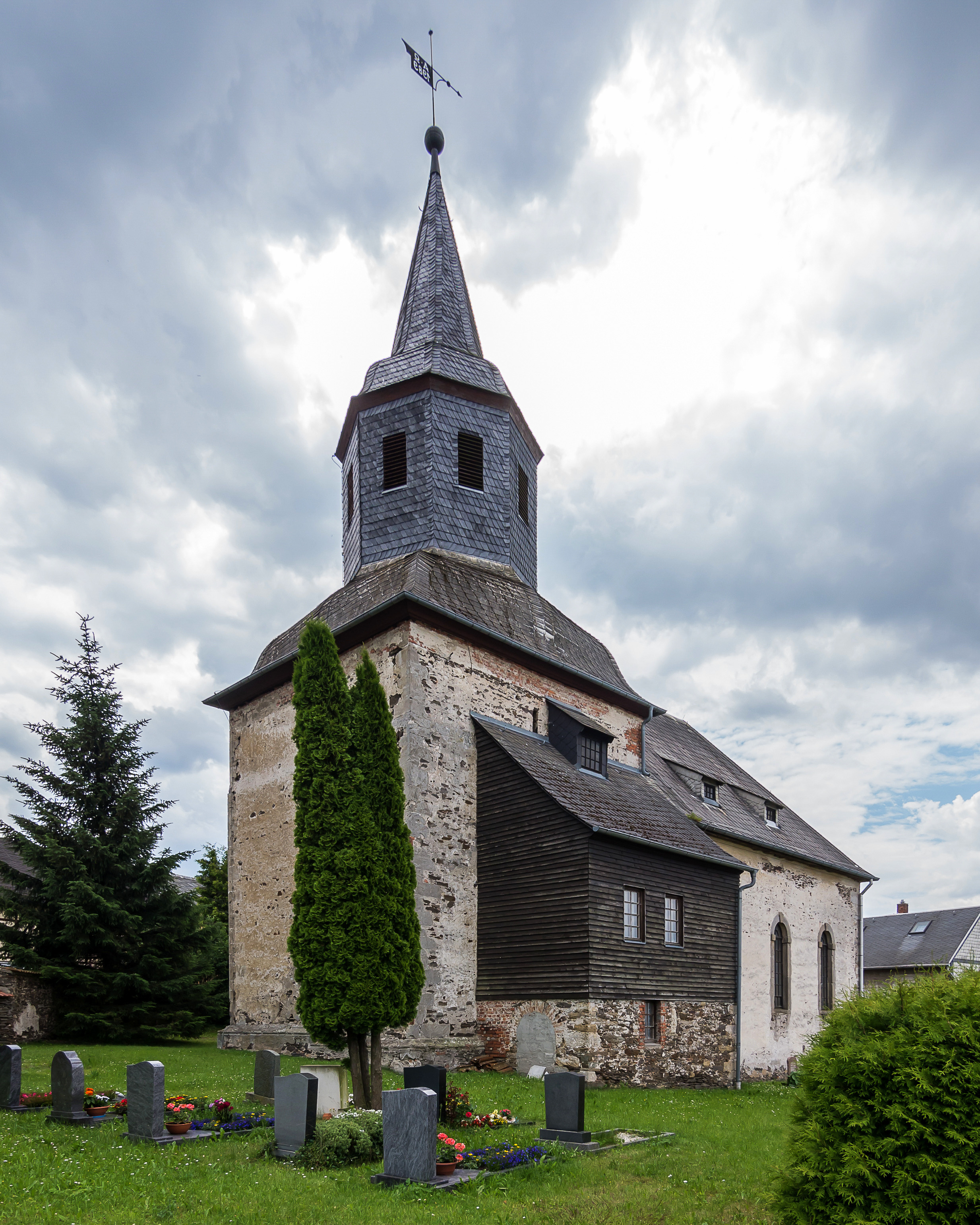
St. Martin in Daumitsch

Die evangelische Dorfkirche St. Martin steht im Ortsteil Daumitsch der Gemeinde Grobengereuth in der Verwaltungsgemeinschaft Oppurg im Saale-Orla-Kreis in Thüringen.

## Geschichte
1703 wurde das Kirchenschiff auf den Grundmauern der einstigen spätgotischen Chorturmkirche erbaut. 1893 erhielt das Haus eine Flachdecke.
Im Jahr 1934 brannte die Kirche durch einen Blitzschlag ab. Nur das spätgotische Kreuz konnte gerettet werden. Es hängt im Saal über dem Altar, der am Triumphbogen steht. Die Emporen befinden sich auch wieder im Schiff.
1934 baute die Firma Poppe aus Schleiz die Orgel ein, die zurzeit defekt ist.
Der Glockenstuhl im Kirchturm ist mit zwei Glocken ausgestattet, einer aus dem Jahr 1934 und einer von 1974.
Der Kirchturm wurde 1988 wegen Bauschäden gekürzt.